# إبراهيم الباز (لاعب كرة قدم)
إبراهيم الباز (مواليد 25 يونيو 1991)، هو لاعب كرة قدم مغربي. من مدينه خريبكة. يلعب مركز مدافع. يلعب حاليا مع نادي نهضة الزمامرة اعاره من نادي الوداد الرياضي.
البداية كانت في مدرسة اولمبيك خريبكة فئة البراعم تدرج في جميع الفئات إلى ان وصل إلى الفريق الأول ذهب اعارة إلى سريع وادي زم، انتقل بصفة نهائية إلى شباب اطلس خنيفرة لمدة موسم انقلت إلى نادي الوداد الرياضي  ذهب اعاره إلى نادي الكوكب المراكشي

## الانجازات
- الصعود مع فريق سريع وادي زم [6]
- و كأس العرش مع فريق اولمبيك خريبكة[7]
- وصيف بطل مع فريق الومبيك خريبكة [8]

- بطول الكأس مع نادي الوداد الرياضي [9]